# Basisten
Basisten är en utmärkelse från Riksförbundet Svensk Jazz för personer som gjort jazzen stora tjänster, inte nödvändigtvis genom att spela utan genom organisatoriskt eller annat arbete främjat jazzens utveckling och utbredning, har delats ut sedan 1993. Priset är en skulptur av konstnären Göran Hazelius. 

## Mottagare av Basisten[1]
| 1993 Lars Resberg och Leif ”Smoke Rings” Andersson |
| 1994 Bertil Sundin                                 |
| 1995 Bengt ”Abbe” Johansson                        |
| 1996 Lars-Göran Thuresson                          |
| 1997 Göran Nylöf                                   |
| 1998 Ander R Öhman                                 |
| 1999 Bengt Nyqvist                                 |
| 2000 Åke Edfelt                                    |
| 2001 Göran Engström                                |
| 2002 Bosse Broberg                                 |
| 2003 Lasse Müller                                  |
| 2004 Ivar Lindell                                  |
| 2005 Kjell-Åke Svensson                            |
| 2006 Gunnar Holmberg                               |
| 2007 Rune Nilsson                                  |
| 2008 Jan-Eric Askenström                           |
| 2009 Bo Stenhammar                                 |
| 2010 Jan Bruér                                     |
| 2011 Conny Johansson                               |
| 2012 Harald Hult                                   |
| 2013 Ingrid Strömdahl                              |
| 2014 Jazztidskriften Orkester Journalen            |
| 2015 Bengt Säve-Söderbergh                         |
| 2016 Åke Björänge                                  |
| 2017 Elena Smon Wolay                              |
| 2018 Christina Glaeser                             |
| 2019 Lars Westin                                   |
| 2020 Göran Olson                                   |
| 2021 Göran Wallén                                  |
| 2022 Impra                                         |
| 2023 Siegfried Loch                                |
| 2024 Karin Inde                                    |
| 2025 Lars-Göran Ulander                            |